# Костромской губернский статистический комитет
Костромской губернский статистический комитет (КГСК) — губернский статистический комитет Костромской губернии.
Был открыт 20 апреля 1835 года под председательством губернатора.
Первые двадцать лет существования активной деятельности КГСК не наблюдалось. Подобная картина была характерна не только для костромского, но и многих других губстаткомитетов.
В 50-е годы начинается систематическая, набирающая год от года силу, деятельность комитета.

## Деятельность

### Сбор сведений о церквях губернии
По просьбе комитета духовная консистория своим указом 7 октября 1855 года обязала священнослужителей губернии представить в КГСК сведения о церквях по следующей форме:
1. Время и место постройки,
2. Описание церкви, её приделов, иконостасов и икон,
3. Наличие «древностей и замечательностей»,
4. Средства на содержание,
5. Наличие чудотворных икон и «древностей, уважаемых обывателями».

В результате обработки полученных сведений в КГСК были составлены описания по наиболее ценным в историко-архитектурном отношении церквям Костромского уезда, в частности Троицкой церкви села Воронье, Покровской церкви села Бородатово, церкви Воскресения Христова села Ильинское, церкви Пресвятой Богородицы села Введенское и т. д.

### Сбор сведений о дворянских имениях
Наиболее интересным и значительным мероприятием комитета в 50-е годы стала деятельность по сбору и обработке сведений о состоянии дворянских имений губернии. В 1858 году комитет разослал по уездам анкеты «Программа сведений, помещаемых в описание имения», состоявшее из четырёх «отделов» и содержавшие в себе преимущественно вопросы экономического характера:
- подробное описании господской усадьбы и близлежащих местностей вплоть до характеристики рек и озёр, торговых сел, ярмарок, базаров, дорог, станций, фабрик и заводов, трактиров и харчевен,
- описание дворянских хозяйственных построек;
- характеристику оброчных и барщинных занятий крестьянского населения,
- системы землеиспользования и землеустройства (общее количество земли, её физические свойства, урожайность культур, стоимость пашенной земли и т. д.)

В том же году полученные на анкету ответы были обработаны и на их основе по единой схеме составлены историко-экономические описания большинства дворянских усадеб губернии. Присутствие в этих описаниях исторической составляющей стало возможно, благодаря тому, что многие из ответов на анкету содержали в себе ретроспективную информацию.

### Издание Памятных книжек губернии
В 1853 году комитет подготовил и издал первую «Памятную книжку Костромской губернии». Аналогичный справочник был подготовлен и в 1854 году.